# Altes Spritzenhaus (Stuhr)

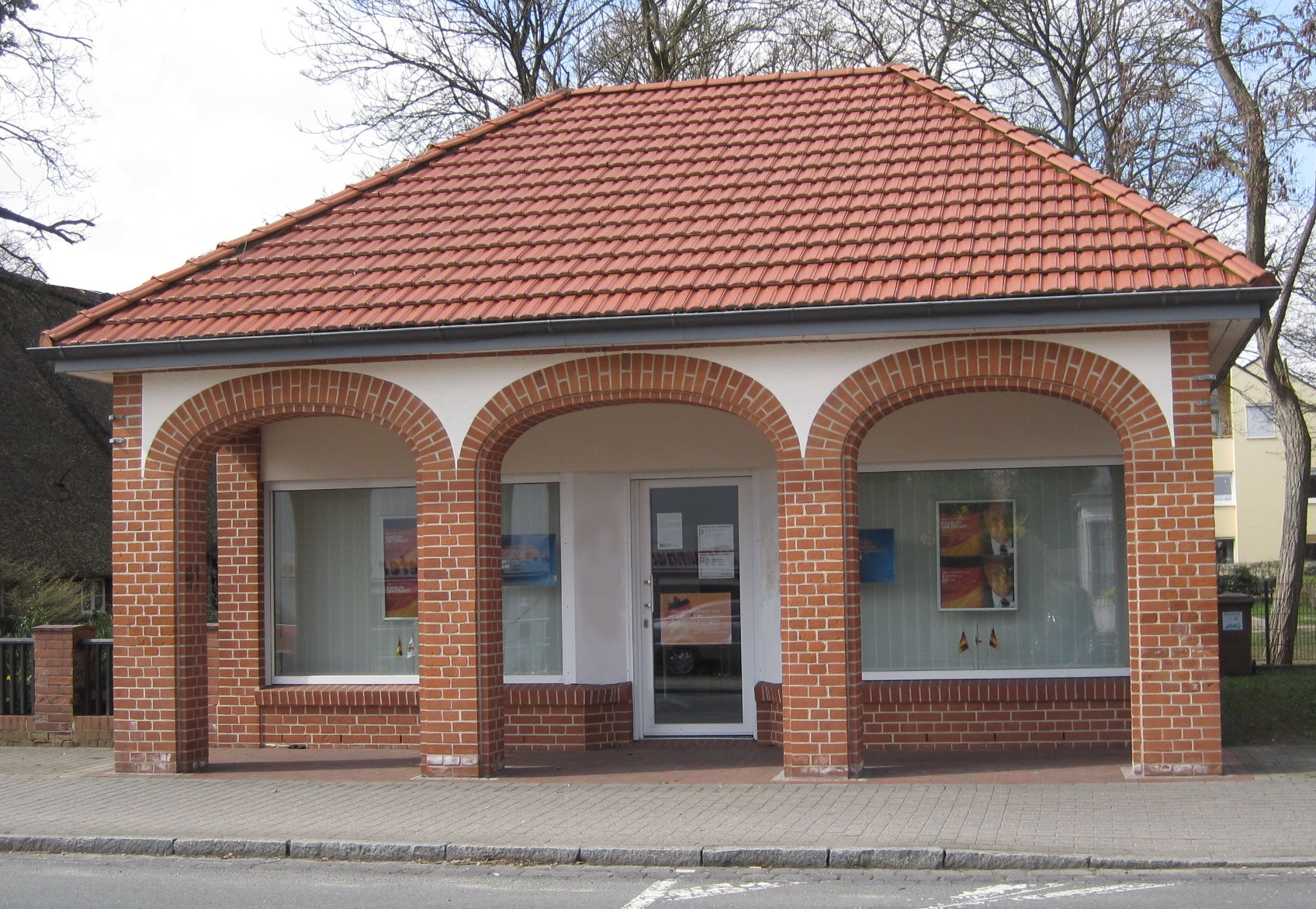
Stuhr, Altes Spritzenhaus

Das Alte Spritzenhaus in Stuhr, Ortsteil Brinkum, Bremer Straße 33, stammt von 1913. 
Das Gebäude ist kein Baudenkmal.

## Geschichte
1795 wurde ein erstes Spritzenhaus im örtlichen Pfarrgarten gebaut.
Das eingeschossige verklinkerte Gebäude mit der segmentbogigen Arkade und einem Walmdach wurde 1913 gebaut. Hier standen die Feuerwehrwagen und Spritzen der 1895 gegründeten Freiwilligen Feuerwehr Brinkum. 1995 erfolgte der Umzug in einen Neubau an der Hermannstraße.
Das Haus wurde ehrenamtlich in Eigenregie von der örtlichen CDU saniert, und die früheren Tore wurden durch Glaselemente ersetzt. Es wird seit 2004 von der CDU in der Gemeinde Stuhr als Bürgerbüro genutzt.